# Gryllomorpha uclensis
Gryllomorpha uclensis är en insektsart som beskrevs av Pantel 1890. Gryllomorpha uclensis ingår i släktet Gryllomorpha och familjen syrsor.

## Underarter
Arten delas in i följande underarter:
- G. u. algeriana
- G. u. pygmaea
- G. u. uclensis